# Pompònia (esposa de Quint Ciceró)
Pompònia (en llatí Pomponia) va ser una dama romana. Formava part de la gens Pompònia.
Era la germana de Tit Pomponi Àtic i es va casar amb Quint Tul·li Ciceró, el germà de l'orador i cònsol Ciceró. L'enllaç es va produir per la mediació de Marc Tul·li Ciceró que era gran amic d'Àtic, l'any 68 aC, però el matrimoni va resultar extremadament infeliç. Pompònia era barallosa i quasi des del primer dia el matrimoni va tenir disputes, que van donar a Ciceró moltes inquietuds. En les seves cartes a Àtic, Ciceró sovint parla d'aquestes baralles. Àtic pensava que la culpa no era de la seva germana, i demanava a Ciceró que hi intervingués, però ell defensava al seu germà, que sembla que era el menys culpable. Quint Ciceró i Pompònia van viure una vida carregada d'odi durant 24 anys i finalment es van divorciar al final de l'any 45 aC o començament del 44 aC.